# 钟山礁
钟山礁是南沙群岛东部一珊瑚礁，位于仙宾礁东北，立新礁东南。1983年中国地名委员会公布的标准名称为“钟山礁”。有些日本文资料称为“中濑”。